# Лебедев, Сергей Малахиевич
Сергей Малахиевич Лебедев (бел. Сяргей Малахіевіч Лебедзеў; 28 июля 1907, Витебск — 10 сентября 1965) — советский геодезист, профессор (1960).
Окончил БСГА в 1930 году. В 1954—1963 годы — заведующий кафедрой Белорусского института инженеров железнодорожного транспорта (Гомель).
Автор учебников, научных пособий и научных работ по инженерной геодезии и аерогеодезии. Разработал первую модель графоредуктора (геодезический прибор).